# Mistrzostwa Europy w Biegach Przełajowych 2004
11. Mistrzostwa Europy w Biegach Przełajowych – zawody lekkoatletyczne, które odbyły się w miejscowości Heringsdorf w Niemczech w roku 2004.

## Rezultaty

### Mężczyźni

#### Indywidualnie
| Medal  | Zawodnik                           | Rezultat  |
| Złoto  | Serhij Łebid · Ukraina             | 27'31 min |
| Srebro | Juan Carlos de la Ossa · Hiszpania | 27'54 min |
| Brąz   | Driss Maazouzi · Francja           | 28'05 min |

#### Drużynowo
| Medal  | Zawodnik        | Rezultat |
| Złoto  | Francja         | 28 pkt   |
| Srebro | Włochy          | 50 pkt   |
| Brąz   | Wielka Brytania | 63 pkt   |

### Juniorzy

#### Indywidualnie
| Medal  | Zawodnik                  | Rezultat  |
| Złoto  | Barnabás Bene · Węgry     | 16'18 min |
| Srebro | Jewgienij Rybakow · Rosja | 16'19 min |
| Brąz   | Anatolij Rybakow · Rosja  | 16'33 min |

#### Drużynowo
| Medal  | Zawodnik        | Rezultat |
| Złoto  | Rosja           | 42 pkt   |
| Srebro | Irlandia        | 54 pkt   |
| Brąz   | Wielka Brytania | 62 pkt   |

### Kobiety

#### Indywidualnie
| Medal  | Zawodnik                         | Rezultat  |
| Złoto  | Hayley Yelling · Wielka Brytania | 18'06 min |
| Srebro | Justyna Bąk · Polska             | 18'07 min |
| Brąz   | Jo Pavey · Wielka Brytania       | 18'08 min |

#### Drużynowo
| Medal  | Zawodnik        | Rezultat |
| Złoto  | Portugalia      | 38 pkt   |
| Srebro | Wielka Brytania | 44 pkt   |
| Brąz   | Francja         | 97 pkt   |

### Juniorki

#### Indywidualnie
| Medal  | Zawodnik                 | Rezultat  |
| Złoto  | Binnaz Uslu · Turcja     | 11'33 min |
| Srebro | Ancuța Bobocel · Rumunia | 11'42 min |
| Brąz   | Marta Romo · Hiszpania   | 11'46 min |

#### Drużynowo
| Medal  | Zawodnik        | Rezultat |
| Złoto  | Rumunia         | 51 pkt   |
| Srebro | Wielka Brytania | 64 pkt   |
| Brąz   | Rosja           | 68 pkt   |